# Стефанія Вітгенштейн
Стефанія Вітгенштейн (*9 грудня 1809 — 26 липня 1832) — аристократка литовсько-білоруського походження в Російській імперії.

## Життєпис
Походила з князівського магнатського роду Радзивіллів. Донька князя Домініка Єроніма Радзивілла і Теофіли Моравської. народилася у 1809 році у Парижі. У 1813 році втратила батька. У 1814 році разом з матір'ю перебралася до Санкт-Петербургу. Виховувалася у Катерининському інституті шляхетних дівчат. Постійно відчувала неувагу з боку матері, що займалася власними романами. Опинилася під опікою імператриці-матерії Марії Федорівни. Уславилася красою, гарними і вишуканими манерами.
Після закінчення інституту опинилася у почті Марії Федорівни. Невдовзі було розділено ординації, що нелажели батькові Стефанії від родинних маєтностей. В результаті за спадком вона отримала міста Слуцьк, Копиль, Біла-Підляска, Мир, Кореличі, Глибоке, Смолевичі, загалом більш як 1,2 млн десятин землі та 40 тис. кріпаків.
За бажанням князя Антонія Радзивілла Стефанія повинна була вийти заміж за його сина князя Фердинанда, але в 1827 році той помер. Тоді імператриця-мати Марія Федорівна вирішила, що чоловіком Стефанії стане один з князів Німеччини, що мешкав при російському дворі, проте не знайшла гідного кандидата.
У 1828 році влаштовано шлюб Стефанії з флігель-ад'ютантом Левом Вітгетшейном, сином генерал-фельдмаршала Петра Вітгенштейна. Відбувся у Зимовому палаці за участі імператорської родини. Весілля за католицьким обрядом пройшла в костелі святої Катерини на Невському проспекті. Лев відразу вийшов у відставку, і молодята поїхали до України, де були маєтки Вітгенштейнів і кілька маєтків, що належали Стефанії.
Тут княгиня Стефанія народила дочку Марію. Ця перша вагітність підірвала здоров'я Стефанії, давши розвиток сухот. Чоловік вивіз її до Італії. У Флоренції у Стефанії народився син, названий на честь діда по батькові Петром. Слідом за цим перебралися до курортів Франції. Зрештою зупинилися у Бад-Емсі, де Стефанія померла у 1832 році.

## Родина
Чоловік — Лев Сайн-Вітгенштейн
Діти:
- Марія (1829—1898), дружина Хлодвіга Гогенлое-Шіллінгсфюрста, канцлера Німецької імперії
- Петро (1832—1887), генерал-ад'ютант